# Pancho Villa

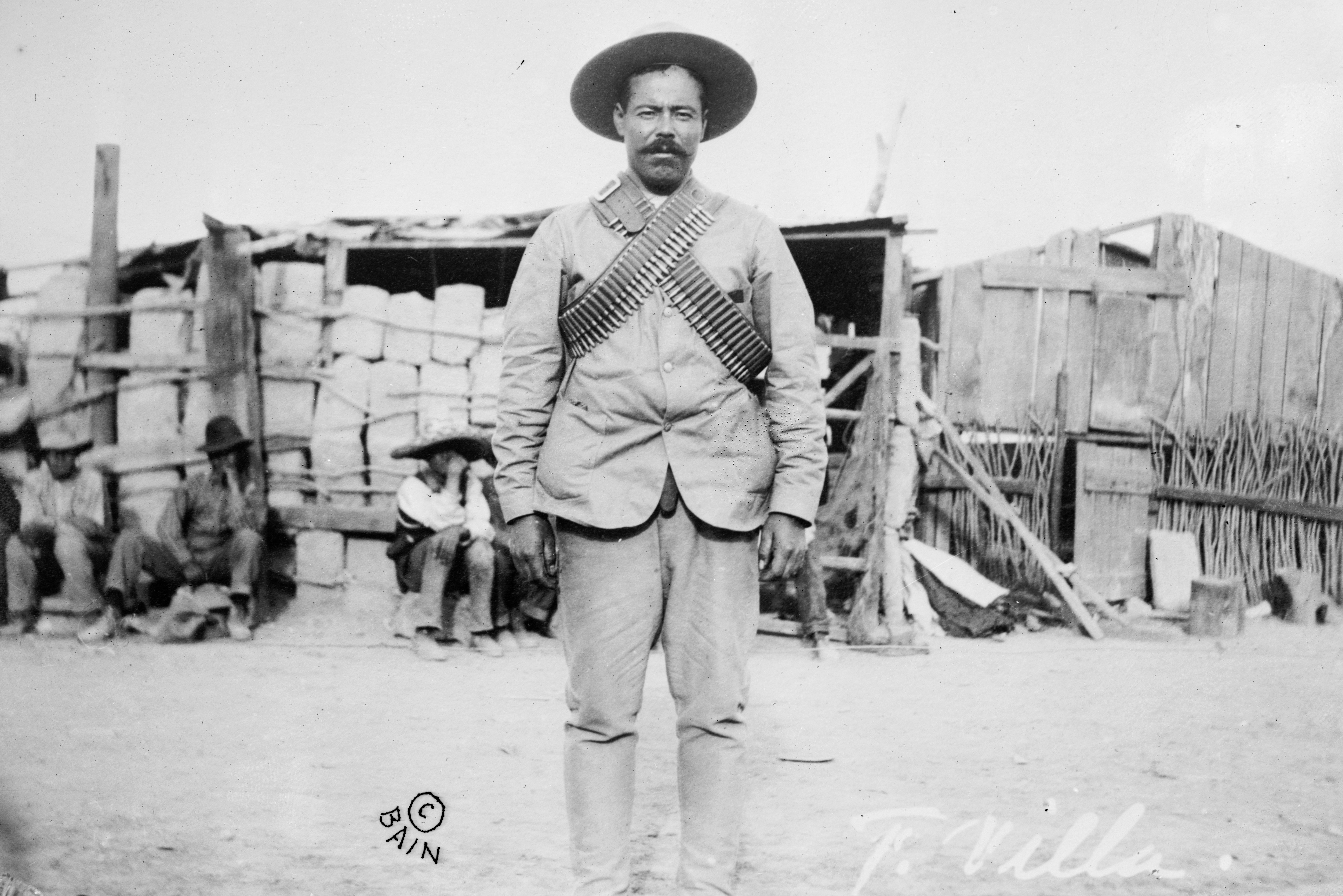
Pancho Villa (vermutlich erste Jahreshälfte 1911)

Francisco Villa (Spitzname Pancho, ursprünglicher Name Doroteo Arango Arámbula; * 5. Juni 1878 bei San Juan del Río, Durango; † 20. Juli 1923 in Parral, Chihuahua, Mexiko) war einer der prominentesten Generäle der Mexikanischen Revolution.
Villa war ein Guerilla-Kommandant, der in der mexikanischen Revolution gegen die Diktatur von Präsident Porfirio Díaz kämpfte. Nach dem Ende der mexikanischen Revolution wurde Villa von der neuen Regierung als Ikone dargestellt, obwohl vermutet wurde, dass er von ebendieser Regierung umgebracht worden war. Für Anhänger des Diktators Díaz  war Pancho ein blutrünstiger Bandit, für die Mehrheit der damaligen Bevölkerung hingegen der „mexikanische Robin Hood“.

## Leben

### Kindheit und Jugend
Die frühen Jahre des späteren Volkshelden Pancho Villa liegen im Dunklen. Zahllose, einander nicht selten widersprechende Geschichten und Anekdoten über die ersten Jahrzehnte seines Lebens machen es nahezu unmöglich, Wahres von Falschem, Sicheres von Unsicherem oder gar Erfundenem zu scheiden. Friedrich Katz, Autor einer der maßgeblichen Villa-Biografien, unterscheidet im Zusammenhang mit den Berichten nicht nur über Villas frühe Jahre, sondern auch sein späteres Leben, drei Grundvarianten, die er als die „white legend“, die „black legend“ und die „epic legend“ bezeichnet. Die erste, die hauptsächlich auf Villas eigenen Erinnerungen und Mitteilungen basiert, stellt ihn als Opfer des Porfiriato, der Herrschaft von Porfirio Díaz dar, die ihm letztlich den Eintritt in ein geruhsames und beschauliches Leben, das er zu führen gewillt gewesen sei, verwehrt habe; die zweite Legende ist hauptsächlich Villas Feinden zuzuschreiben und schildert ihn als einen teuflischen Mörder ohne ausgleichende Eigenschaften und besondere menschliche Qualitäten. Die dritte Villa-Legende wiederum verdankt ihre Existenz hauptsächlich der Volksüberlieferung der Revolutionszeit, wie sie in zahlreichen Balladen und Corridos zum Ausdruck kommt. Sie porträtiert Villa als unermüdlichen Kämpfer für die Rechte des kleinen Mannes und überragende Heldengestalt, deren Bedeutung bereits im vorrevolutionären Chihuahua weit größer dargestellt wird als in den beiden anderen Erzählkreisen.
Ein Faktum, in dem alle genannten Erzählkreise übereinstimmen, ist, dass Villa 1878 als Sohn der Micaela Arámbula und des Agustín Arango auf der südlich von San Juan del Río gelegenen Rancho de la Coyotada geboren wurde, die eine der größten Haziendas im Bundesstaat Durango war und sich im Besitz der Familie López Negrete befand. Villas Eltern bearbeiteten ein kleines Stück Land als Naturalpächter und gaben ihrem Sohn den Namen José Doroteo Arango Arámbula. Nachdem Villas Vater bereits in seiner frühen Kindheit verstorben war, musste die Mutter alleine für ihn und seine Geschwister Antonio, Hipólito, Maríanita und Martina sorgen. Villas späterer Darstellung zufolge, deren Wahrheitsgehalt unter Historikern allerdings strittig ist, begann „die Tragödie meines Lebens“ am 22. September 1894 auf der Hacienda de Gogojito, wo die Familie, deren Oberhaupt er nach dem Tod des Vaters geworden war, weiterhin als Naturalpächter eine kärgliche Existenz fristete. Als er an diesem Tag von der Arbeit nach Hause kam, wurde er Zeuge des Versuches von Don Agustín López Negrete, „des Herrn, des Besitzers der Leben und der Ehre von uns armen Leuten“, sich einer seiner Schwestern zu bemächtigen. Wutentbrannt schoss Villa Negrete in das Bein. Als fünf bewaffnete Männer von dessen Gefolge ihrem Herrn zu Hilfe kommen wollten, hielt dieser sie davon ab, den jungen Doroteo zu töten, und ließ sich nach Hause bringen. Diese Atempause nutzte Doroteo zur Flucht, da er sich sicher war, dass dieser Vorfall für ihn ein Nachspiel haben würde.
Doroteo Arango flüchtete in die Berge Durangos und führte fortan das Leben eines Outlaws. Mit Glück, List und Tücke gelang es ihm mehrmals, den Häschern, die ausgesandt worden waren, um ihn zu fassen, zu entkommen. In dieser Zeit änderte er auch seinen Namen in Francisco (Pancho) Villa, da sein Vater ein unehelicher Sohn eines gewissen Jesús Villa gewesen war. Ferner beschloss er, sich einer Bande anzuschließen, da er erkannt hatte, dass es auf Dauer zu gefährlich war zu versuchen, allein am Leben zu bleiben. Sein Eintritt in die Gang der beiden Outlaws Ignacio Parra und Refugio Alvarado bot ihm nicht nur bessere Überlebenschancen, sondern bescherte ihm auch beträchtliche Beuteanteile aus deren Raubzügen. Mit seiner Beute unterstützte Villa seinen Erzählungen zufolge seine Familie und die Armen, führte zwischenzeitlich ein sesshaftes Leben und kehrte wieder zum Leben als Bandit zurück, wenn seine finanziellen Mittel verbraucht waren. Dabei schloss er sich im Laufe der Jahre jeweils verschiedenen Banditenbanden an.

### Innenpolitische Situation
Unter der Herrschaft Porfirio Díaz’, dem Porfiriato, öffnete sich Mexiko ausländischen, allen voran US-amerikanischen Unternehmen, für Investitionen. Die Berater von Díaz, die Científicos, hatten in Europa oder den USA studiert und brachten westeuropäische Regierungserfahrung ein.
In der zweiten Amtszeit von Díaz ab 1884 war es innenpolitisch relativ ruhig, weil weite Bevölkerungskreise der Mestizen und der Indios unterdrückt wurden. Vom wirtschaftlichen Aufschwung profitierten neben ausländischen Firmen nur die Großgrundbesitzer. Das Motto lautete: „Orden y Progreso“ („Ordnung und Fortschritt“). Indianer und abhängige Bauern wurden mit allen Mitteln zur Abtretung ihres Bodens an Großgrundbesitzer gezwungen. 1910 verfügte 1 % der Bevölkerung Mexikos über 96 % des Bodens, fast 97 % der Landbevölkerung hatten keinen Grundbesitz.
US-Firmen beherrschten den größten Teil der Wirtschaft: Bergbaufirmen, die Erdölförderung und die Eisenbahnen. Die einfachen Indios galten höchstens als Menschen zweiter Klasse und durften z. B. die Bürgersteige nicht benutzen. Die Landarbeiter, peones, wurden mancherorts wie Sklaven gehalten, obwohl Díaz selbst auch indigene Vorfahren hatte.

### Der Beginn von Villas Karriere als Revolutionsführer
Die Karriere Pancho Villas als Robin Hood Mexikos begann um 1900, als er sich mit seinen Anhängern in den Sierras etablierte. Zwischen 1900 und 1909 wurde er zum Helden der armen Landbevölkerung. 1910 schloss sich Villa seinem politischen Vorbild Francisco Madero und dessen Revolutionstruppen an. Aus Pistoleros wurden Revolutionäre. Er finanzierte seine Truppe, indem er von den endlosen Weiden in Nordmexiko Vieh stahl und an der Grenze zu den USA verkaufte oder gegen Gewehre und Munition eintauschte.
Madero, ein reicher Landbesitzer aus Parras, entwickelte die politischen Ideale basierend auf Liberalismus, Demokratie sowie Theosophie und befürwortete freie Wahlen. Díaz hingegen lehnte das ab. Daraufhin veröffentlichte Madero sein Werk Plan de San Luis Potosí, ein Dokument, das den bewaffneten Widerstand gegen Díaz forderte und als geistiger Kern der mexikanischen Revolution angesehen wurde. 1908 veröffentlichte er das einflussreiche Buch La sucesión presidencial de 1910, in dem er die Begriffe des Stimmrechts und der Demokratie erläuterte. Zusammen mit Villa und dem Bauernführer Emiliano Zapata zwangen sie 1911 die Regierung Díaz zum Rücktritt. Díaz ging ins Exil nach Paris.
Francisco Madero wurde im November 1911 Präsident von Mexiko und während der folgenden Regierungszeit diente Villa unter General Victoriano Huerta. Unter Ausnutzung seiner politischen Unerfahrenheit wurde er dazu benutzt, rebellische Gruppierungen, die sich gegen die Regierung Maderos stellten, zu entwaffnen. Diese entstammten einerseits dem Umfeld des anarchistischen Partido Liberal Mexicano und andererseits der bäuerlichen Landbevölkerung.
Im November 1911 veröffentlichten die Zapatistas den Plan von Ayala, ein politisches Programm, mit dem unter anderem die Landenteignungen der Bauern – unter der Díaz-Regierung zugunsten von Großgrundbesitzern vorangetrieben – rückgängig gemacht werden sollten. Das bedeutete die Enteignung eines Drittels des Landes zur Verteilung an landlose Bauern und die Verstaatlichung aller Ländereien der Großgrundbesitzer, die sich diesem Plan widersetzen.

### Anschluss an neue Aufstände und Flucht in die USA
Da Madero keine der Reformen umsetzte, die er in seinen Schriften gefordert hatte, und auch nur mit der Gnade der „unreformierten“ Armee regierte, schloss sich Villa den erneut aufflammenden Aufständen der Bauern gegen Madero an. Villa wurde 1912 gefangen genommen, erst vor ein Erschießungskommando gestellt, jedoch von Huerta begnadigt und stattdessen zu lebenslanger Haft verurteilt. Im Gefängnis lernte er Gildardo Magaña kennen, der ihn Lesen und Schreiben lehrte und Villa mit der Ideologie des Anarchosyndikalismus bekannt machte. Heiligabend gelang ihm die Flucht aus dem Militärgefängnis von Santiago Tlatelolco in Mexiko-Stadt. Er sägte die Eisenstäbe seiner Zelle durch, während vor dem Gefängnis laut Volkslieder gesungen wurden.
Er flüchtete nach Texas/USA, in ein heruntergekommenes Hotel in El Paso. Zur Sicherheit, um Spionen zu entgehen, liefen seine Kontakte über Brieftauben.
General Félix Díaz, ein Neffe von Porfirio Díaz, versuchte im gleichen Jahr, gegen Madero zu putschen. Seine Palastrevolte scheiterte und er wurde verhaftet. Rebellierende Generäle wie Manuel Mondragón, Gregorio Ruiz u. a. schmiedeten weiterhin Umsturzpläne. Sie befreiten Félix Díaz aus dem Zuchthaus. Konterrevolutionäre Truppen versuchten den Nationalpalast einzunehmen. Die Revolte wurde jedoch von loyalen Regierungstruppen Maderos vor dem Palast niedergeschlagen. Madero vertraute General Victoriano Huerta, einem Zögling Porfirio Díaz’, und ernannte ihn zum Oberbefehlshaber der Streitkräfte.
Im Februar 1913 verriet Victoriano Huerta seinen liberalen Präsidenten Madero. Es gab einen Armeeputsch, und Präsident Madero wurde inhaftiert. Huerta übernahm am 19. Februar 1913 das Präsidentenamt. Drei Tage später, am 22. Februar, wurde Francisco Madero beim Transport vom Nationalpalast zum Staatsgefängnis „auf der Flucht“ erschossen.
Dem neuen und de facto diktatorisch regierenden Machthaber Huerta stellte sich eine Koalition nahezu aller revolutionären Kräfte entgegen. Deren politischer Anführer war der Gouverneur von Coahuila, Venustiano Carranza. Er erkannte dem Usurpator Huerta das Recht auf die Präsidentschaft ab, rief das Volk zu den Waffen und beanspruchte für sich den Posten des obersten Heerführers der „konstitutionalistischen“ bzw. der „verfassungstreuen“ Streitkräfte.

### Rückkehr nach Mexiko und neue Revolutionskämpfe

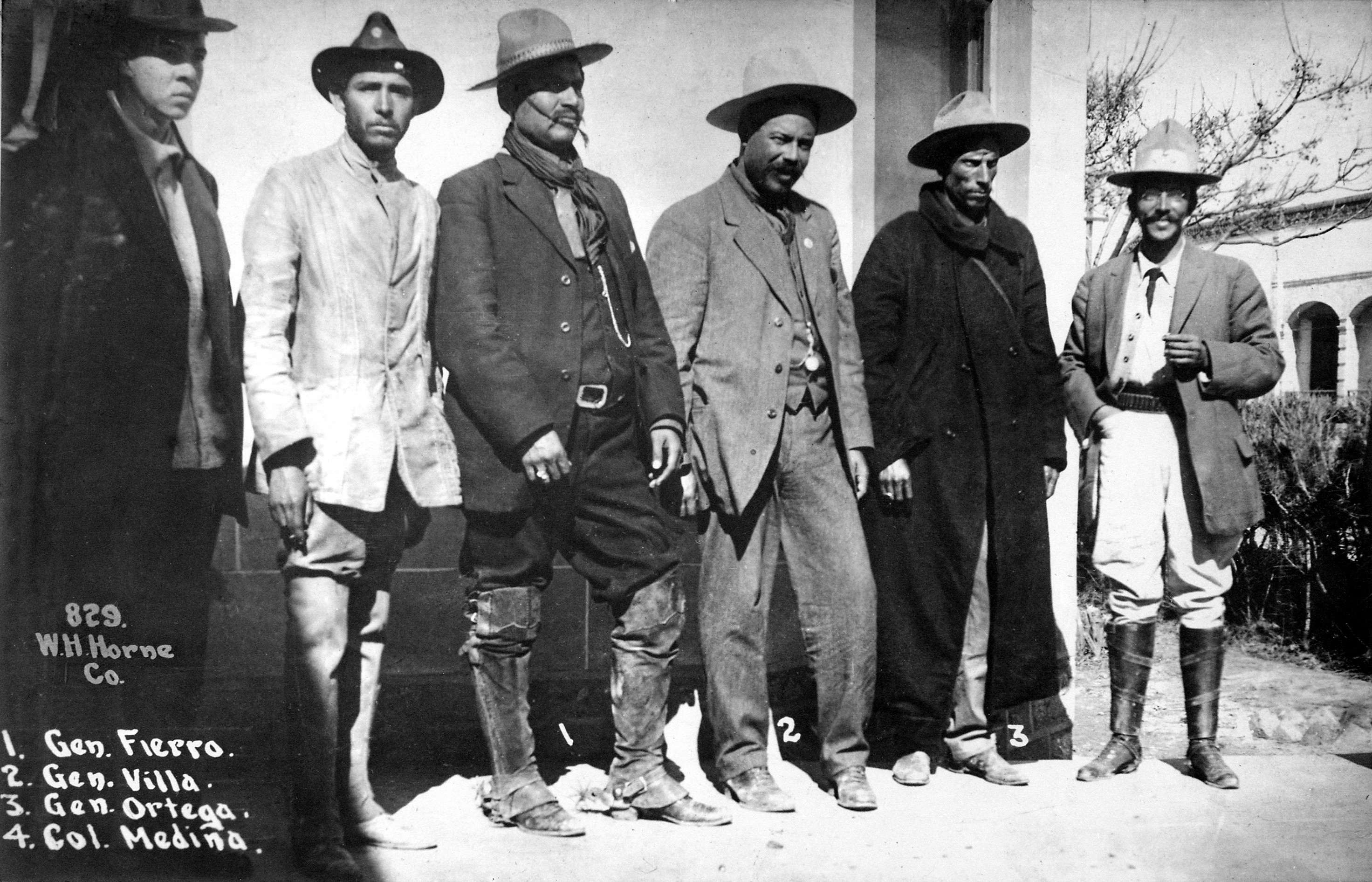
Pancho Villa (3. v. r.; 1913)

Nach dem Tod Maderos kehrte Villa in der Nacht des 6. März 1913 mit acht Gefährten aus dem Exil nach Chihuahua zurück. Das dafür notwendige Geld hatte er vom Gouverneur von Sonora, José María Maytorena, erhalten, der Villa auch überzeugt hatte, in Chihuahua und nicht in Sonora den Kampf gegen Huerta aufzunehmen. Villa stieß nach seiner Rückkehr jedoch vielfach auf Skepsis. Manuel Chao, Maclovio Herrera Cano, Toribio Ortega Ramírez, Tomás Urbina Reyes und die Anführer der übrigen Revolutionskontingente, die sich während seiner Abwesenheit im Kampf gegen die Huerta-Truppen konstituiert hatten, waren keinesfalls bereit, ihn als alleinigen Anführer zu akzeptieren. Daher verlegte Villa sein militärisches Operationsgebiet vorerst einmal in den Norden und Nordwesten Chihuahuas, was ihm mehrere Vorteile verschaffte: Erstens machte ihm dieses Gebiet keiner der anderen Rebellenführer „streitig“, zweitens stieß er dort auf größeren Zuspruch und drittens erleichterte die Nähe zu den Vereinigten Staaten auch die Ausrüstung und Versorgung seiner noch kleinen Streitmacht.
Wie die anderen Rebellenführer auch suchte Villa die federales, die von Huerta kontrollierten Bundestruppen, fortwährend zu beunruhigen. Dabei griff er mit seinen Männern zunächst vorwiegend kleine und isolierte Garnisonen der Bundesarmee an, was ihm unter anderem auch dringend benötigte Waffen und Ausrüstung als Beute einbrachte. Im Mai eroberte Villa Saucillo und im Juni nahm seine mittlerweile auf rund 700 Mann angewachsene Reitertruppe Casas Grandes ein, eine nicht unbedeutende Stadt, die im März 1911 bereits Schauplatz eines Kampfes zwischen federales und Rebellen gewesen war.
Mehr noch als diese ersten Siege aber ließen Villas Akte „sozialer Gerechtigkeit“ seine Popularität in der Bevölkerung Chihuahuas ansteigen. So ließ er beispielsweise korrupte lokale Verwaltungsträger und als „Ausbeuter“ verrufene Hacienda-Verwalter kurzerhand hinrichten, die Lebensmittellager diverser Haciendas öffnen – oder besser: enteignen – und deren Produkte in großer Menge an arme Familien in Stadt und Land verteilen oder zu niedrigen Preisen verkaufen. Indem er bei seinen Truppen auf strikte Disziplin achtete, scharf gegen Kriminalität aller Art vorging, für Ordnung und Sicherheit sorgte und Besitzungen von US-Amerikanern sehr bewusst von Konfiskationen aussparte, erwarb er sich auch das Wohlwollen diverser Repräsentanten der Vereinigten Staaten in Mexiko. Villas stark ansteigende Popularität, die Bereitschaft der USA, in seinem Fall das gegenüber den mexikanischen Rebellen verhängte Waffenembargo nicht so strikt zu handhaben wie gewöhnlich, aber auch Gegenmaßnahmen des Huerta-Regimes, das beispielsweise im August 1913 dazu überging, die Bundestruppen durch die lokalen Aufgebote der Hacienderos zu verstärken, sorgten schließlich dafür, dass die übrigen Rebellenführer einer nach dem anderen zu ihm übergingen und sich ihm mit ihren Kontingenten unterstellten. Einer der ersten war Toribio Ortega, ein Bauernführer und Ladenbesitzer aus Cuchillo Parado, der rund 500 Mann kommandierte und dafür, dass er sich Villa unterstellte, mit einem hohen militärischen Kommandoposten belohnt wurde. Am 26. September 1913 kam es schließlich in Jiménez zu einem Treffen der wichtigsten Rebellenführer der Bundesstaaten Durango und Chihuahua, bei dem beschlossen wurde, den wichtigen Bahnknotenpunkt Torreón im Bundesstaat Coahuila zu erobern und Villa mit dem militärischen Oberkommando der zu diesem Zweck vereinigten Rebellenkontingente zu betrauen, die schließlich als División del Norte von sich reden machen sollten und sich aus Bauern, Bergarbeitern, ehemaligen Banditen, aber auch US-amerikanischen Abenteurern rekrutierten.

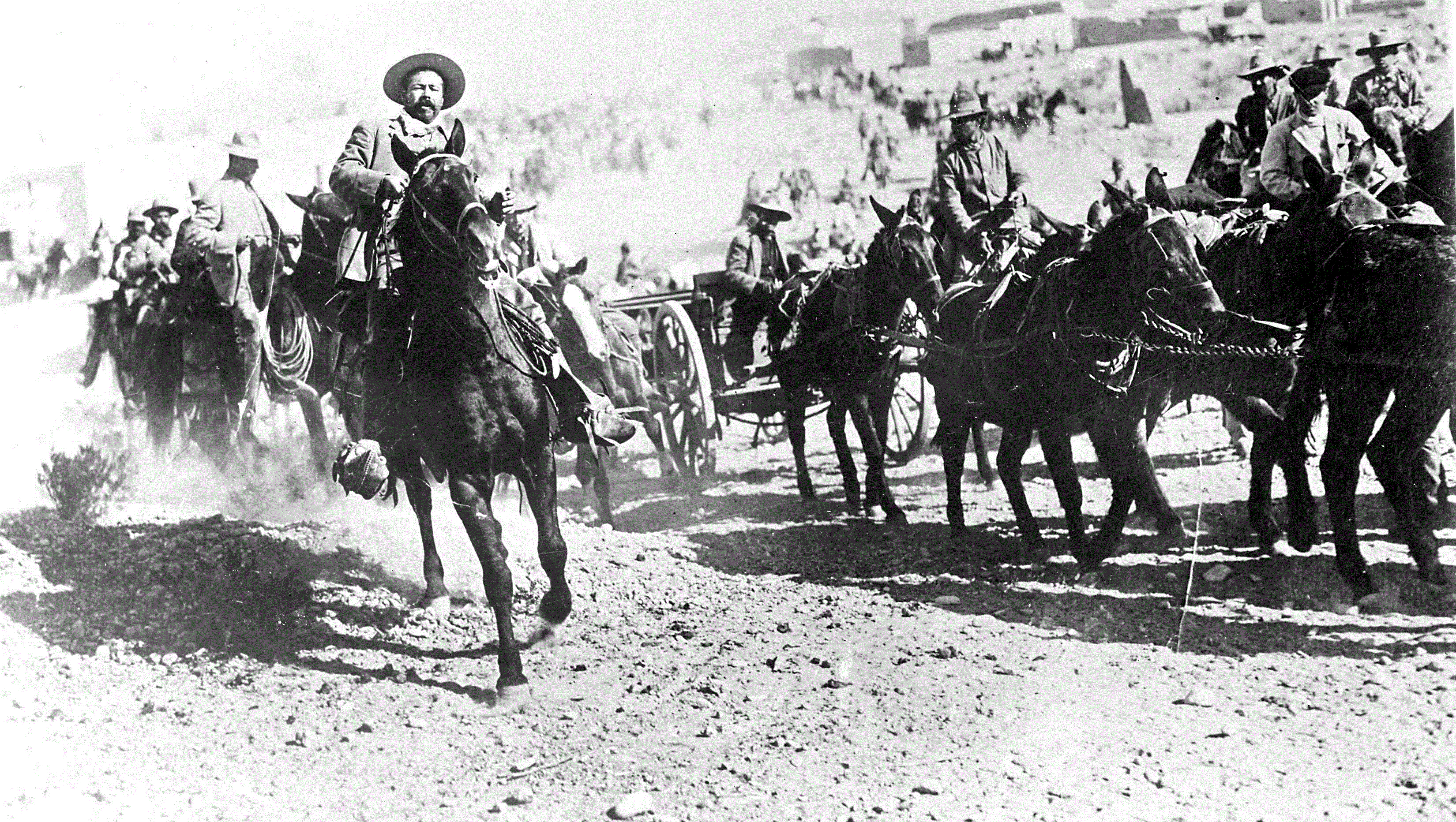
Villa an der Spitze seiner Truppen bei Torreón (Foto von 1913 oder 1914). Ob das Pferd, das er reitet, sein legendärer Hengst Siete Leguas ist, lässt sich nicht mehr feststellen.

Mit den 6.000 bis 8.000 Mann, die ihm nun unterstanden, kommandierte Villa eine der größten Revolutionsarmeen, die bisher aufgestellt worden waren, und nahm am 1. Oktober die von etwa 3.000 federales und Milizionären verteidigte Stadt ein. Das Kriegsgerät, das dabei erbeutet wurde, reichte aus, um seine Truppen auf Monate hinaus zu versorgen. Wesentlich wichtiger aber war, dass Villa mit dieser Eroberung von Torreón zu einer nationalen Berühmtheit wurde, die nun nicht mehr übergangen werden konnte. Torreón markierte den Übergang Villas vom Guerillero zum Revolutionsführer, der sich fortan in offener Feldschlacht mit den Bundestruppen Huertas messen konnte und dessen Taten fortan auch im Ausland genau beobachtet wurden. Rund einen Monat nach dem Triumph von Torreón erlitt Villas Reiterarmee beim Versuch, Chihuahua, die stark befestigte Hauptstadt des Bundesstaats, einzunehmen, jedoch eine empfindliche Schlappe, die das bisher Erreichte vorübergehend wieder in Frage zu stellen schien. Entschlossen, diese Scharte auszuwetzen, sein angeschlagenes Prestige als militärischer Anführer und die Moral seiner Kämpfer wiederherzustellen, dirigierte Villa seine Armee nun kurzerhand nach Ciudad Juárez um, das in einem Überraschungsangriff in der Nacht von 15. auf 16. November 1913 eingenommen wurde. Dem nun folgenden Gegenangriff der Garnison von Chihuahua trat Villas von den bisherigen Kämpfen bereits stark angeschlagene Armee beim Bahnknotenpunkt Tierra Blanca, rund 30 Meilen südlich von Ciudad Juárez, entgegen. Die am 23. beginnende und bis 25. November dauernde Schlacht bei Tierra Blanca endete mit einem überwältigenden Sieg der Villistas. Sie brachte Villa nicht nur weitere große Mengen an erbeutetem Kriegsmaterial ein, sondern sicherte ihm de facto auch die Kontrolle über den Bundesstaat Chihuahua. Der Kommandeur der demoralisierten federales, General Salvador R. Mercado (1864–1936) entschloss sich nun zur Räumung der Hauptstadt und zog sich mit den ihm noch verbliebenen Truppen samt den sich noch in der Hauptstadt aufhaltenden Angehörigen der Oligarchie Chihuahuas nach Ojinaga zurück, das Ende 1913 der einzige noch von Bundestruppen kontrollierte Teil des Bundesstaates war.

### Gouverneur von Chihuahua und Höhepunkt von Villas Machtstellung
Nach den vorangegangenen militärischen Erfolgen gegen die Bundestruppen besetzte Villas Armee am 1. Dezember 1913 Chihuahua, die Hauptstadt des Bundesstaats. Im durch beinahe drei Jahre Bürgerkrieg schwer erschütterten Chihuahua war der Wiederaufbau einer zivilen Regierung und die Wiederbesetzung des Gouverneursamtes nun eine der vordringlichsten Aufgaben. Als der Kandidat, den Villa als neuen Gouverneur vorschlug, abgelehnt wurde, entschloss sich Villa kurzerhand, das Amt selbst zu übernehmen. Villas Amtszeit als Gouverneur markierte einen radikalen Wechsel von der bisher gepflogenen Politik, welche die Privilegien der Oligarchen Chihuahuas nur minimal beschnitten, ihren Besitz dagegen so gut wie gar nicht angerührt hatte. Noch im Dezember erließ Villa ein Dekret, mit dem die Besitzungen der Großgrundbesitzerfamilien, allen voran die des verhassten Terrazas-Creel-Familienclans, entschädigungslos enteignet wurden. Die enteigneten Haciendas wurden aber nicht zerschlagen und ihre Ländereien an die landlose Bevölkerung aufgeteilt, sondern sie erhielten zumeist neue Verwalter. Die zu ihnen gehörenden riesigen Tierherden wurden überwiegend in die USA verkauft und mit deren Erlös von Villas Armee dort dringend benötigte Waffen und andere Ausrüstungsgegenstände angekauft. An eine Landreform wagte sich Villa allerdings nicht heran, sondern vertagte dieses Problem auf die Zeit nach dem endgültigen Sieg der Revolution. Er kümmerte sich aber sehr wohl um die Witwen und Waisen seiner Armee und ließ sie u. a. aus den Erträgen der konfiszierten Güter versorgen. Ferner legte er die Preise für Grund- und andere Nahrungsmittel, wie z. B. Fleisch, fest. Ausgespart von all seinen Maßnahmen blieben weiterhin Besitzungen US-amerikanischer Bürger und Gesellschaften, da ihm am Wohlwollen der USA schon deshalb gelegen sein musste, weil das Land der wichtigste Abnehmer für seine überwiegend landwirtschaftlichen Produkte und zugleich Hauptlieferant für von ihm in ständig steigenden Mengen benötigte Waffen und Munition war. Um seine Geschäfte abwickeln zu können und den Zahlungsverkehr zu gewährleisten, ließ Villa ferner Banknoten drucken. Die einzelnen Scheine dieser Emission trugen die Aufschrift „Gral. [= General] Francisco Villa“ und wurden sowohl in den von ihm kontrollierten Gebieten als auch von US-amerikanischen Händlern und Unternehmen zu einem relativ hohen Wert akzeptiert. Letztere kauften oft große Mengen dieser Banknoten quasi zu „Diskontpreisen“ an, um damit später, d. h. nach Villas endgültigem Sieg, der lediglich eine Frage der Zeit zu sein schien, Steuern und Abgaben zu begleichen.
Villas Maßnahmen hatten vor allem bei den Unterschichten einen enormen psychischen Effekt, da es das erste Mal gewesen sei, dass die Regierung ihnen etwas gegeben hatte, wie Katz es formulierte. (“[i]t was the first time ever as far as they could remember that a government had given them anything.”) Sie ließen seine Popularität ungeahnte Höhen erreichen und auch den Zustrom zu seiner Armee anschwellen, nicht zuletzt aufgrund der einfachen Tatsache, dass dort eine regelmäßige Versorgung gesichert war. Der verstärkte Gebrauch der Notenpresse einerseits sowie das Verschwinden der großen Tierherden andererseits sorgten jedoch in den folgenden Monaten für einen drastischen Anstieg der Inflation sowie für Lebensmittelknappheit und Engpässe aller Art. Der Wert des Villa-Peso sank von rund 50 US-Cent Anfang 1914 auf etwa 20 Cent um die Jahresmitte – eine Entwicklung, welche nicht mehr in den Griff zu bekommen war, da die Administration des Bundesstaates letztlich am Grundproblem aller Revolutionsregierungen scheiterte, nämlich eine sich verschlechternde wirtschaftliche Lage bei gleichzeitiger Notwendigkeit fortgesetzter Kriegsführung unter Kontrolle bekommen zu sollen. Als die wirtschaftliche Notlage aber offensichtlich wurde, hatte Villa sein Gouverneursamt schon längst wieder abgetreten. Auf Dauer hatten sich seine in Personalunion ausgeübten Funktionen als Chef der Zivilverwaltung und militärischer Oberkommandierender der División del Norte nämlich nicht vereinbaren lassen, weswegen er sein Amt als Gouverneur bereits am 7. Januar 1914, nach knapp einmonatiger Amtszeit, aufgegeben hatte, um sich fortan wieder besser seinen militärischen Aufgaben widmen zu können.
Nachdem er am 5. Januar 1914 mit der US-amerikanischen Mutual Film Company einen Vertrag unterzeichnet hatte, der vorsah, dass amerikanische Filmemacher gegen bare Bezahlung Zugang zu echten Kriegsszenen seiner Armee erhalten würden, begann er das neue Kriegsjahr mit einer „Aufräumoperation“ seiner División del Norte, die sich in ihrem Krieg gegen die Diktatur von Victoriano Huerta mittlerweile Venustiano Carranza unterstellt hatte. Durch die Eroberung Ojinagas wurden die letzten sich noch in Chihuahua haltenden Bundestruppen und die Angehörigen der von ihnen beschützten Oligarchie über die Grenze in die USA abgedrängt und damit ins Exil genötigt. Eine eventuelle Bedrohung durch die federales von Norden her war nun nicht mehr zu befürchten und das Territorium Chihuahuas vollständig unter Villas Kontrolle. Dem von in- und ausländischen Beobachtern lange erwarteten Vormarsch Richtung Mexiko-Stadt stand nichts mehr im Wege.

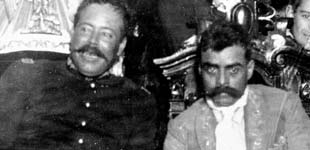
Ausschnitt des Fotos, das Pancho Villa (links) und Emiliano Zapata (rechts) im Präsidentenpalast nach ihrem Einzug in Mexiko-Stadt zeigt.

Da Huerta die Hoffnungen der Vereinigten Staaten auf eine besondere Förderung ihrer Interessen in Mexiko nicht erfüllt hatte, wandten sich auch diese gegen ihn. Sie schnitten ihm durch die Besetzung der Hafenstadt Veracruz im April 1914 den militärischen Nachschub ab. Nachdem seine Armee schließlich bei Zacatecas im Juni desselben Jahres gegen die Armee Villas eine schwere Niederlage erlitten hatte, war Huertas Machtstellung nicht mehr zu halten. Mitte Juli verließ er das Land zu Schiff in Richtung Europa. Im Wettrennen um den Einzug in die Hauptstadt Mexikos, welches sich Villas División del Norte und Álvaro Obregóns División del Noroeste geliefert hatten, war letzterer Villa durch einen geschickten Schachzug zuvorgekommen. Aufgrund der fortdauernden Präsenz der überlegenen Streitkräfte Villas und Zapatas entschied sich Obregón, Mexiko-Stadt aber wieder zu räumen, wodurch nun letzteren samt ihren Truppen ein triumphaler Einzug ermöglicht wurde. Als symbolisch für Villas Machtstellung, die nun zweifellos ihren Höhepunkt erreicht hatte, kann das bekannte, am 28. November 1914 gemachte Foto angesehen werden, in dem Villa im Präsidentenstuhl neben Zapata sitzt. Brauchbare politische Ergebnisse brachte der Aufenthalt in Mexiko-Stadt für die beiden Revolutionsheroen letztlich allerdings nicht. Obgleich sie sich zu einem persönlichen Gespräch trafen, kam es weder zur Unterzeichnung irgendeiner Art von Abkommen über gegenseitige Zusammenarbeit noch zu irgendwelchen verbindlichen Zusagen bezüglich einer gemeinsamen Strategie zwischen Villistas und Zapatistas – ein Faktum, das sich im bald einsetzenden Krieg gegen Carranza als entscheidender Nachteil erweisen sollte.

### Niederlage im Bürgerkrieg und Feindschaft mit den USA

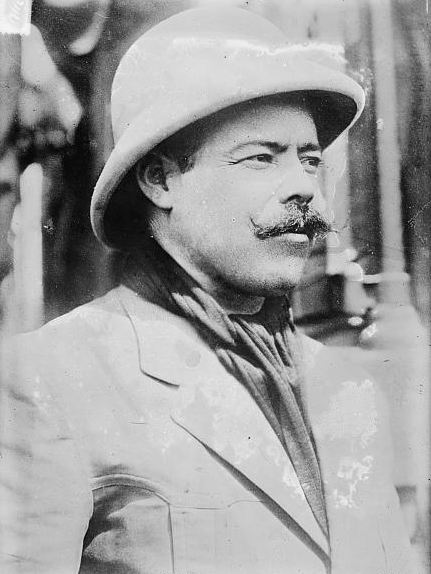
Villa in Uniform; Foto aus der Zeit, als Villa sich des Interesses einer breiten Öffentlichkeit sicher sein konnte.

Die von Anfang an politisch äußerst heterogene Anti-Huerta-Koalition zerbrach nach dessen Sturz sofort wieder. Die divergierenden Vorstellungen Carranzas, der nach dem Sieg über Huerta die „Exekutivgewalt“ in Mexiko für sich beanspruchte, Villas und Zapatas, die sich zwar beide als Vertreter der Interessen der ländlichen Unterschichten verstanden, obgleich nur Zapata wirklich eine umfassende Agrar- und Landreform für seine Klientel anstrebte, während Villas gesamtes politisches Programm eher vage blieb, ließen sich nicht vereinbaren. Nachdem eine Unterredung zwischen Villa und Obregón beinahe mit der Hinrichtung Obregóns geendet hatte, Villa sich geweigert hatte, an dem von Carranza für Anfang Oktober 1914 einberufenen Konvent der Gouverneure und Generäle in Mexiko-Stadt teilzunehmen und auch die Verhandlungen über den Eintritt der Zapatisten ins Lager Carranzas gescheitert waren, war ein Waffengang zwischen Villa und Zapata auf der einen und Carranza auf der anderen Seite voraussehbar. Zur Überraschung Carranzas war der von ihm einberufene Konvent jedoch nicht bereit, ihm die verlangte alleinige „Exekutivgewalt“ zuzugestehen. Er vertagte sich, um seine Sitzungen in Aguascalientes wieder aufzunehmen. Dort wandte sich der Konvent nun vollends gegen Carranza, bestätigte Villa in seiner Stellung als Befehlshaber der von ihm kommandierten Revolutionsarmee und ernannte einen provisorischen Präsidenten. Carranza erklärte nun seinerseits die Abmachungen des Konvents für ungültig und gab bekannt, dass er weiterhin als oberstes Exekutivorgan Mexikos fungieren werde. Im nun beginnenden erneuten Bürgerkrieg, diesmal ausgetragen zwischen „Konventionisten“ und „Konstitutionalisten“, wandte sich Carranza zunächst gegen Villa, den stärksten seiner Gegner. Am 19. November 1914 ließ ihm Obregón durch die Presse in Mexiko-Stadt die formelle Kriegserklärung zukommen.
Mit Hilfe Obregóns, eines Ranchers, der sich seine beträchtlichen militärischen Fähigkeiten autodidaktisch angeeignet hatte, gelang es Carranza, Villas anfangs bis zu 50.000 Mann starke División del Norte bis Ende 1915 in einer Serie blutiger Schlachten, unter anderem bei Celaya und León, immer weiter nach Norden zu treiben und als überregionalen Machtfaktor auszuschalten. Nach europäischem Vorbild bediente sich Obregón dabei der Kombination der Kriegsmittel Schützengraben, Maschinengewehr und Stacheldraht. Gegen seine durch Grabensysteme samt Stacheldrahtverhauen und MG-Nestern geschützten Truppen waren Villas Reiterattacken wirkungslos. Nachdem Ende 1915 u. a. in den Schlachten bei Agua Prieta und Hermosillo auch Villas Versuch gescheitert war, seine schwer angeschlagene Armee durch einen Einfall nach Sonora aufzufrischen, sank er wieder auf den Status eines Guerillaführers herab. Die Mehrzahl seiner Soldaten nahmen das Amnestieangebot Carranzas an und schieden entweder aus dem Krieg aus oder aber traten in die Reihen ihrer einstigen Gegner ein. Mit den ihm noch verbliebenen Männern – nach dem fehlgeschlagenen Sonora-Feldzug wohl kaum viel mehr als 1.000 Mann – führte Villa aber weiterhin einen hartnäckigen Guerillakrieg gegen Carranza.
Einen zunehmenden Hass empfand Villa auch für die Yanquis, einerseits aufgrund ihrer Anerkennung der Regierung Carranza im Oktober 1915, andererseits, weil er sie für seine Niederlage bei Agua Prieta während des verunglückten Sonora-Feldzugs verantwortlich machte. Indem er US-amerikanische Bürger gezielt angriff und ermordete sowie sie und amerikanische Unternehmen ihres Eigentums beraubte, machte Villa nicht nur seiner Wut Luft, sondern begann auch der Regierung Carranza zunehmend außenpolitische Probleme zu bereiten. Ein erster Höhepunkt seiner ständig zunehmenden Ressentiments gegenüber den USA war mit dem so genannten „Santa Isabel-Massaker“ erreicht. Im Januar 1916 stoppte ein von Pablo López, einem seiner loyalsten Unterführer, kommandiertes Detachement bei Santa Isabel einen Zug und tötete 17 oder 18 seiner Passagiere, fast alle von ihnen US-amerikanische Bergbauingenieure. Als Villa zudem in den frühen Morgenstunden des 9. März 1916 mit seiner aus rund 500 Mann bestehenden Guerillatruppe das Militärcamp der 13. US-Kavallerie in der Kleinstadt Columbus in New Mexico überfiel, wobei weniger als 20 US-Amerikaner, die meisten von ihnen Zivilisten, ums Leben kamen, aber über 100 Villistas getötet, verwundet oder gefangen wurden, war für die USA das Maß voll: Nur eine knappe Woche später, am 14. März 1916, startete die US-Armee eine Strafexpedition, die von General John „Black Jack“ Pershing geleitet wurde und deren Auftrag es war, Villa und die Männer, die für den Überfall verantwortlich waren, zur Rechenschaft zu ziehen.

### Letzte Kampfjahre und Kapitulation
Die folgenden Monate zählten zweifellos zu Villas schwärzesten seit Beginn seiner Karriere als Revolutionär. Die verachteten Yanquis erwiesen sich als militärisch überaus effizient und es gelang Pershings Truppe, die Villistas, die Columbus angegriffen hatten und die danach in kleinen Verbänden operierten, bis Juni 1916 in mehreren Scharmützeln und Gefechten beträchtlich zu dezimieren; sie schaffte es aber nicht, Villa gefangen zu nehmen oder zu töten. Die Präsenz US-amerikanischer Soldaten auf mexikanischem Territorium sorgte zudem für einen Dauerkonflikt mit der mexikanischen Regierung unter Staatschef Carranza, der die US-Regierung wiederholt zum Rückzug ihrer Streitkräfte aufforderte. Bewaffnete Zusammenstöße mexikanischer und US-amerikanischer Armeeeinheiten in Parral am 12. April und bei Carrizal am 21. Juni 1916 mit Toten und Verwundeten auf beiden Seiten brachten die beiden Staaten schließlich an den Rand eines Krieges und ließen es auf amerikanischer Seite ratsam erscheinen, Pershings Truppenbewegungen zu reduzieren und besonders exponierte Militäreinheiten zurückzuziehen.

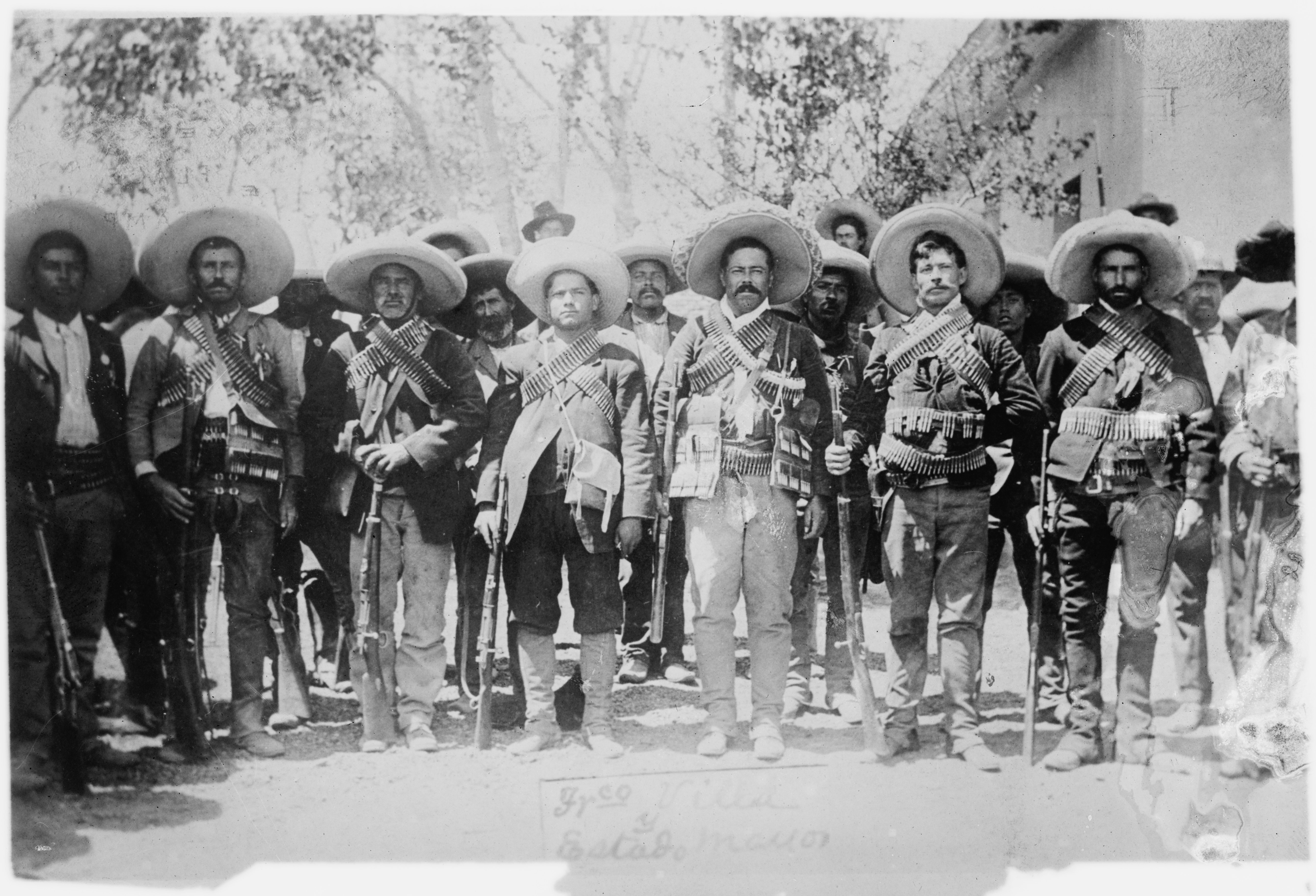
Villa und einige seiner Unterführer (v. r. n. l.): Martín López, Francisco Beltrán, Villa, Pablo López und Candelario Cervantes (Foto aus der Zeit nach 1915)

Villa profitierte von dieser Situation, einerseits weil sich seine Bewegungsfreiheit dadurch erhöhte, andererseits weil die fortdauernde Präsenz der US-Armee in Chihuahua, die Mexiko erst im Februar 1917 aufgrund des unmittelbar drohenden Krieges mit Deutschland verließen, seiner antiamerikanischen Propaganda in die Hände spielte. Mehr noch als die Anwesenheit von Pershings Truppe aber ließ das Verhalten der Streitkräfte Carranzas, das von der Bevölkerung Chihuahuas überwiegend als eine „zweite Invasion“, nur diesmal von Süden her, empfunden wurde, Villas Popularität wieder ansteigen. Die zumeist landfremden „carranzistischen“ Militärs und ihr neuer Oberkommandierender, Jacinto B. Treviño (1883–1971), der Sieger der Schlacht um El Ébano, benahmen sich in Chihuahua wie in besetztem Feindesland. Überall kam es zu Vorfällen, bei denen Einheimische schikaniert und ausgeplündert wurden sowie Frauen und Mädchen sexuellen Übergriffen ausgesetzt waren. Carranzas Armeeangehörige, allen voran ihr Oberkommandierender, nutzten so gut wie jede Gelegenheit, um sich persönlich zu bereichern. Villas Guerillatruppe wurde dadurch zum Sammelbecken all jener, die diese Zustände nicht mehr länger hinzunehmen bereit waren. In der zweiten Jahreshälfte 1916 stieg die Zahl seiner Kämpfer durch Freiwillige, aber auch zum Dienst Gepresste wieder auf mehrere tausend Mann an, sodass der bereits totgesagte Villa in der Lage war, erneut erfolgreich gegen die verhassten Carranzistas in die Offensive zu gehen.
Zwischen September und Dezember 1916 blieben Villas Truppenkontingente in 22 militärischen Zusammenstößen siegreich. Spektakuläre Höhepunkte von Villas Offensiven, die sich auf nahezu den gesamten Bundesstaat und die angrenzenden Gebiete, wo immer noch anticarranzistische Kampfeinheiten tätig waren, erstreckten, waren die zweimalige Einnahme Ciudad Chihuahuas im September und November 1916 sowie die Einnahme Torreóns im Dezember desselben Jahres. So aufsehenerregend und wegen der Beute an Waffen und sonstigem Kriegsmaterial wichtig diese Siege auch waren, sie blieben dennoch nicht mehr als Episoden. Auch wenn die von Villa jeweils dafür eingesetzten Kräfte beträchtlich waren, handelte es sich bei diesen Erfolgen letztlich um nicht mehr als Hit-and-Run-Operationen nach klassischer Guerilla-Manier. Für eine dauerhafte Besetzung und eine effektive Kontrolle oder gar Verwaltung der von ihm eroberten Städte und größerer Gebiete fehlten Villa die Ressourcen. Letztlich blieben er und seine Männer von den von Gegnern und ausländischen Unternehmen erpressten „Steuern“, erbeuteten Waffen und Kriegsmaterial sowie sonstigen angeeigneten Bedarfsgütern abhängig. Stets waren sie gezwungen, vom bzw. aus dem Land zu leben, weswegen sie eine nicht geringe Belastung für eine Bevölkerung darstellten, die nach bereits sechs Jahren Bürgerkrieg der völligen materiellen und mentalen Erschöpfung nahe war. Im Gegensatz dazu konnte der De-facto-Staatschef Carranza – auch wenn zwischen Anspruch und Realität mitunter eine breite Kluft bestand – aus dem Vollen schöpfen und seine Armee durch Rekrutierungen im gesamten Staatsgebiet nach Belieben verstärken und ihren Sold und die nötige Ausrüstung durch Steuereinnahmen finanzieren.
Treviño, der sich als völlig unfähig zur Beherrschung der Lage erwiesen hatte und in den Augen seiner Kritiker der Hauptschuldige an der desaströsen militärischen Situation in Chihuahua war, wurde schließlich abberufen. Das militärische Oberkommando ging nun an General Francisco Murguía (1873–1922), der bereits unter Madero für die Revolution gekämpft hatte und schon bisher ein vehementer Kritiker Treviños und seiner „Methoden“ gewesen war. Murguía erwies sich letztlich als ebenso korrupt wie sein Vorgänger, war aber ein fähiger, wenn auch sehr brutal agierender General, der bereits für Villas Niederlagen bei Horcasitas (unweit Ciudad Chihuahuas) und Estación Reforma (nahe Jiménez) verantwortlich gewesen war. Der Bürgerkrieg in Chihuahua, der nun immer stärker den Charakter eines „verbissenen Duells“ zwischen Villa und Murguía annahm, wogte noch drei Jahre hin und her und bescherte Chihuahua „die barbarischste Periode der Revolution und eine der dunkelsten Zeiten seiner [Mexikos] Geschichte.“(Originalzitat: “the most savage period […] during the revolution and one of the darkest episodes of [its] history”). Gefangene konnten in dieser Phase des Bürgerkrieges, der sich schon bisher durch ein reichliches Maß an Grausamkeit ausgezeichnet hatte, kaum mehr mit Schonung rechnen. Summarische Exekutionen gefangener Carranzistas bzw. öffentliche Erhängungen von Villistas – eine Vorliebe Murguías, die ihm den Spitznamen „Mecates“ („der Henker“) einbrachte – waren nach Gefechten üblich. Anders als sein Vorgänger agierte Murguía gegen seinen Gegner aber überaus offensiv, was nicht selten dazu führte, dass von Villas Truppen eroberte Dörfer oder Städte schon nach wenigen Stunden oder am nächsten Tag aufgrund eines Gegenangriffs der Carranzistas wieder aufgegeben werden mussten. Für die Bevölkerung Chihuahuas hingegen bedeutete die Fortsetzung des Bürgerkrieges eine Verlängerung ihres unsäglichen Leids. Rücksicht wurde von beiden Seiten auch auf Zivilisten keine mehr genommen und ganze Dorfgemeinschaften, die man verdächtigte, auf der jeweils anderen Seite zu stehen, wurden Opfer von Repressalien. Letztere wogen aber im Falle Villas wesentlich schwerer, da er dadurch bei der Bevölkerung Chihuahuas, deren Wohlwollen für ihn und seine Männer überlebenswichtig war, stark an Sympathie einbüßte.
Auch wenn er, wie z. B. bei Rosario im März 1917, immer noch durchaus beachtliche militärische Siege erringen konnte und mit Felipe Ángeles (1868–1919), der aus dem US-Exil zurückgekehrt war, wieder ein erfahrener Berufsmilitär und Berater an seiner Seite stand, der zudem mäßigend auf ihn einwirken konnte, zeigte sich immer deutlicher, dass der Bürgerkrieg für Villa nicht mehr zu gewinnen war. Dennoch wurde er von ihm fortgesetzt, nicht zuletzt aufgrund der extremen persönlichen Hassgefühle, die Villa gegen Carranza hegte und die eine Kapitulation für ihn unmöglich machten. Erst im Juni 1919, als Villas letzter großer Angriff und die daraus folgende Schlacht um Ciudad Juárez durch das Eingreifen einer amerikanischen Streitmacht auf Seite der Carranzistas gescheitert war und einige Monate später auch Felipe Ángeles gefangen genommen und exekutiert worden war, war Villa militärisch am Ende. Seine Kampftruppe war durch Desertionen auf weniger als 400 Mann zusammengeschmolzen, die, demoralisiert und zerlumpt, quasi ständig auf der Flucht und nur mehr mit dem Kampf ums eigene Überleben beschäftigt waren.
Der Weg zur Beilegung des Bürgerkriegs und einer Aussöhnung mit den Villistas wurde schließlich durch Carranzas Ermordung in der Nachfolgekrise von 1920 frei. Dessen Nachfolger Adolfo de la Huerta, Interimspräsident im Jahr 1920, war maßgeblich an Villas Kapitulation beteiligt. Mexikanische Föderalisten kauften Villa noch im selben Jahr die Hacienda Canutillo, und er bezog die Pension eines Generals. In den folgenden drei Jahren sorgte er auf seinem Besitz vorbildlich für seine Mitarbeiter. Er richtete Handwerksbetriebe und Schulen ein. Jedes Kind erhielt eine Ausbildung.

### Tod

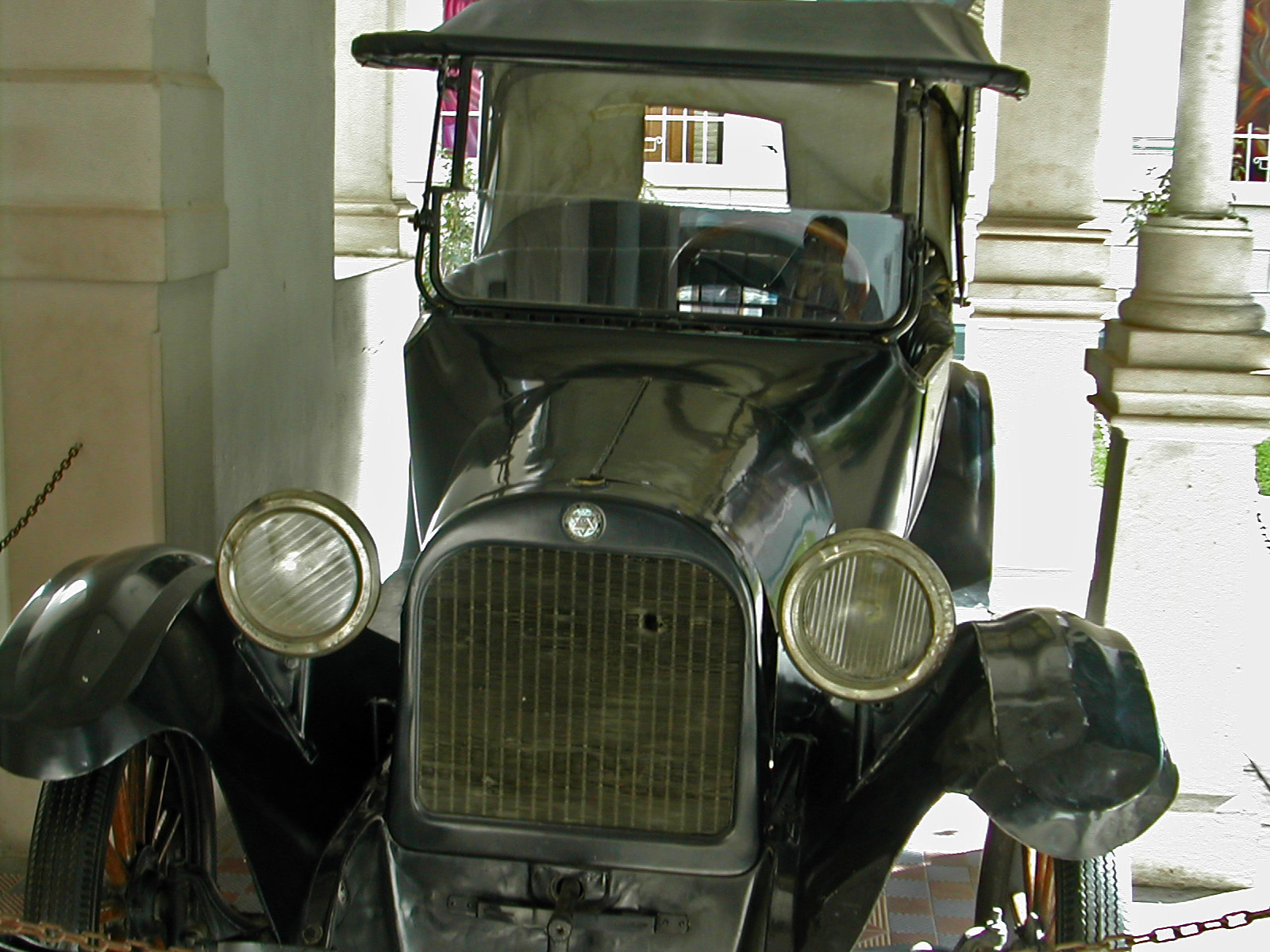
Das Automobil, in dem Pancho Villa und seine Begleiter erschossen wurden

Am 20. Juli 1923 wurde Villa in Parral Opfer eines Attentats. Als er an diesem Tag mit seinem schwarzen Dodge, den er selbst fuhr, die Kreuzung der Straßen Benito Juárez und Gabino Barreda erreichte, erhob ein dort stehender Mann den Arm zum Gruß und rief „Viva Villa!“ – das vereinbarte Signal für die sieben Attentäter, die nun in Aktion traten. Villa wurde von neun Kugeln getroffen und war sofort tot. Mit ihm starben sein Sekretär Miguel Trillo und sein persönlicher Assistent Daniel Tamayo. Den drei übrigen Insassen gelang es, aus dem Automobil zu entkommen. Rafael Medrano stellte sich tot, während die beiden anderen, Ramón Contreras und Claro Hurtado, ihr Heil in der Flucht suchten. Obwohl selbst schwer verwundet, konnte Contreras dabei einen der Attentäter erschießen und schließlich entkommen. Hurtado hingegen wurde von seinen Verfolgern eingeholt und getötet, weil der Fluchtweg, den er gewählt hatte, versperrt war. Nachdem die Attentäter, die ihren Anschlag unter Verwendung von Dumdumgeschossen durchgeführt hatten, sich vergewissert hatten, dass Villa tot war, ritten sie fort. Insgesamt war Villas Automobil von mehr als 40 Schüssen getroffen worden.
Sicher ist, dass die Ermordung Villas sorgfältig geplant war, die Hintermänner des Attentats sind aber bis heute nicht eindeutig feststellbar. Es spricht jedoch einiges dafür, dass die mexikanische Regierung unter Álvaro Obregón in das Attentat verwickelt, möglicherweise sogar selbst der Auftraggeber war. Villa galt keinesfalls als Freund der mexikanischen Regierung, hatte in einem Interview seine Antipathie für den von Obregón als zukünftigen Präsidentschaftskandidaten favorisierten Innenminister Plutarco Elías Calles zum Ausdruck gebracht und galt auch als Gegner von Kriegsminister Joaquín Amaro. Hingegen hatte er ein ungetrübtes Verhältnis zu Adolfo de la Huerta, dem Interimspräsidenten von 1920, der wesentlich daran beteiligt war, dass Villa seinen Kampf gegen die mexikanische Regierung aufgegeben hatte. Obregón und seine Regierungskollegen konnten jedenfalls berechtigte Gründe haben, zu glauben, dass Villa in einem eventuellen neuen Bürgerkrieg, wie er später tatsächlich eintrat, für Adolfo de la Huerta Partei ergreifen würde. Manche Autoren meinen daher, dass Calles und Amaro die Urheber der Ermordung Villas gewesen seien und Obregón schließlich deren Druck nachgegeben habe.

## Villa als Mensch
Villa wird von den Zeitgenossen als ein sehr emotionaler und impulsiver Mensch beschrieben, dessen Temperament es am nötigen Mittelmaß zu fehlen schien. Es kam häufig vor, dass er binnen Minuten vom Ärger übermannt in Tränen ausbrach oder dass seine Großzügigkeit in Grausamkeit umschlug. Er liebte es, zu tanzen und war ein Frauenheld, der sich immer wieder verheiratete, ohne von seinen bisherigen „Ehefrauen“ geschieden zu sein. Er war stolz auf die Kinder, die diesen Ehen entsprungen waren, und liebte sie sehr. Auf seinem Alterssitz, der Hacienda Canutillo, hatte er sieben seiner Kinder, drei Söhne und vier Töchter, sowie zeitweise bis zu drei seiner Frauen um sich geschart. Zwei weitere Söhne kamen in dieser Zeit noch auf die Welt, einer davon aber erst nach Villas Tod.

## Erbe und Bedeutung

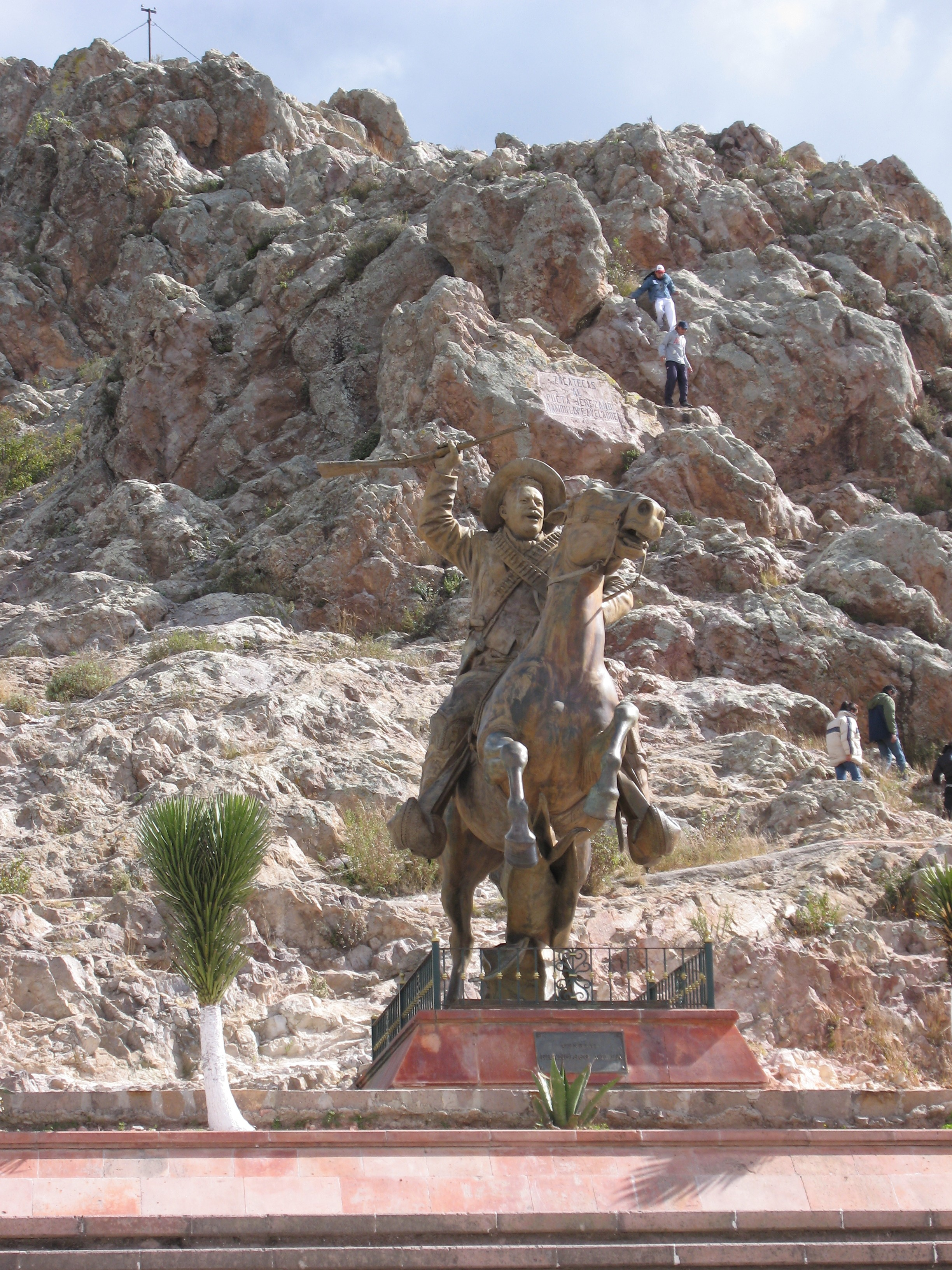
Denkmal für Pancho Villa auf dem Zacatecas überragenden Cerro de la Bufa

Mexiko steht heute politisch zwischen institutionalisierter Revolution und Neozapatismus. Die PRI (Partei der institutionalisierten Revolution), die sozialdemokratische PRD (Partei der demokratischen Revolution), die EZLN (Ejercito Zapatista de Liberacion National) und die kleine UCPFV (Bauern- und Volksunion Francisco Villa) sind die politischen Nachfolger der Revolution Mexikos. Heute erinnern sich die meisten Mexikaner mit Stolz an die militärischen Erfolge von „General Francisco Villa“, der als einer der Wegbereiter der demokratischen Verfassung Mexikos von 1917 gilt, die in reformierter Fassung heute noch in Kraft ist. Villa und Zapata stehen in jedem Schulbuch. In Columbus erinnert der Pancho Villa State Park an das zwiespältige Ereignis für die Stadt.

## Filmographie
Pancho Villa hat sich in frühen Hollywood-Filmen 1912, 1913, 1914 und 1916 selbst dargestellt:
- Life of Villa (1912)
- The Life of General Villa (1914)
- Following the Flag in Mexico (1916) auch als „Following Villa in Mexico“ bekannt

Archiviertes Filmmaterial mit Francisco Villa als (Selbst-)Darsteller:
- Fifty Years Before Your Eyes (1950)
- Tales of the Gun (2000)

Daneben gibt es eine große Zahl von Filmen, in denen Villa als Figur auftaucht, darunter:
- With General Pancho Villa in Mexico (1913)
- Revolución (La sombra de Pancho Villa) (1932)
- Schrei der Gehetzten (1934), Originaltitel: Viva Villa!
- Vámonos con Pancho Villa (1936) auch als „Let’s Go with Pancho Villa“ oder „Let’s Join Pancho Villa“ bekannt
- Viva Zapata! (1952)
- Pancho Villa reitet (1968)
- Viva Pancho Villa (1972)
- Pancho Villa – Mexican Outlaw (2003)
- Lo que quedó de Pancho (2003), auch als What’s Left of Pancho? bekannt
- Pancho Villa: Mythos und Leben (2023)

In dem Actionfilm Get the Gringo mit Hauptdarsteller Mel Gibson von 2012 besitzt ein mexikanischer Bösewicht einen angeblich von Pancho Villa stammenden Revolver.